# Patrick de Saint-Exupéry
Patrick de Saint-Exupéry (Boulogne-Billancourt, 16 de septiembre de 1962)  es un periodista y escritor francés. 

## Biografía
Hijo del conde Jacques de Saint-Exupéry y pariente del escritor Antoine de Saint-Exupéry, Patrick de Saint-Exupéry comenzó su carrera en el periodismo a los 19 años tras ganar un premio de reporteros jóvenes. Ha trabajado para varios medios como France Soir Magazine (desde 1983); France Soir (1987); L'Express y Grands Reportages (1988); Le Figaro (desde 1989). A lo largo de su carrera ha cubierto acontecimientos en África, Camboya, Canadá, Liberia, Sudáfrica, la Guerra del Golfo, Irán, Libia, Arabia Saudita y Ruanda, y finalmente Moscú, donde fue corresponsal permanente de 2000 a 2004. En 2005 volvió a trabajar en África como periodista para Le Figaro .
Ganó el premio Albert Londres en 1991 por su serie de reportajes sobre la guerra civil de Liberia y el fin del apartheid. También es miembro del jurado de los premios Albert Londres.
En 2004, Saint-Exupéry escribió un libro íntegramente dedicado al papel de Francia en Ruanda, titulado L'Inavouable (Lo inconfesable), en el que condujo a Dominique de Villepin al escenario de sus reportajes durante la llamada Operación Turquoise. Dos días después de la publicación de su libro, habló en una conferencia en la Asamblea Nacional sobre la participación francesa en Ruanda. Revisado en una nueva edición en abril de 2009 con motivo del decimoquinto aniversario del genocidio de Ruanda, llevó por título Complices de l'inavouable: la France au Rwanda (Cómplices de lo inconfesable: Francia en Ruanda), y fue publicado por la editorial Les arènes.
En enero de 2008, Saint-Exupéry se despide del diario Le Figaro para lanzar, con Laurent Beccaria, la revista XXI, de la que es redactor jefe.
En 2014, en la misma editorial publicó el álbum de cómics La fantasía de los dioses, con Hippolyte, evocando el drama de Ruanda en 1994. En marzo de 2021, Patrick de Saint-Exupéry publicó un nuevo libro titulado El cruce, también centrado en el genocidio de Ruanda.